# Aplustrum amplustre
Aplustrum
Genre
Espèce
Synonymes
- Amplustrum amplustre (Linnaeus, 1758)
- Amplustrum fasciatum (Schumacher, 1817)
- Aplustrum thalassiarchi (A. Adams, 1855)
- Bulla amplustre Linnaeus, 1758
- Bulla pulchella Swainson, 1840
- Bulla thalassiarchi A. Adams, 1855
- Hydatina amplustre (Linnaeus, 1758)
- Hydatina aplustre

Aplustrum amplustre, unique représentant du genre Aplustrum, est une espèce de mollusques hétérobranches marins de la famille des Aplustridae.

## Description et caractéristiques
Ce sont de petits mollusques gastéropodes à coquille apparente. Leur coquille est spiralée, alternant des bandes roses et blanches bordées de noir (parfois seulement noire et blanche). Cette espèce mesure entre 1,5 et 3 cm, pour 2 cm de haut. La spire est plate, avec une suture profonde. Le corps est blanc translucide, avec deux yeux noirs assez visibles et deux tentacules antérieurs partant de l'écusson céphalique. 

## Habitat et répartition
On trouve cet animal à faible profondeur, dans les écosystèmes coralliens de l'Indo-Pacifique tropical. Il est commun sous les pierres. 

## Taxinomie
La position phylogénétique de ce taxon est encore peu claire. Il a été longtemps appelé Hydatina amplustre, nom que l'on retrouve encore dans certaines sources.